# 셀레우키아

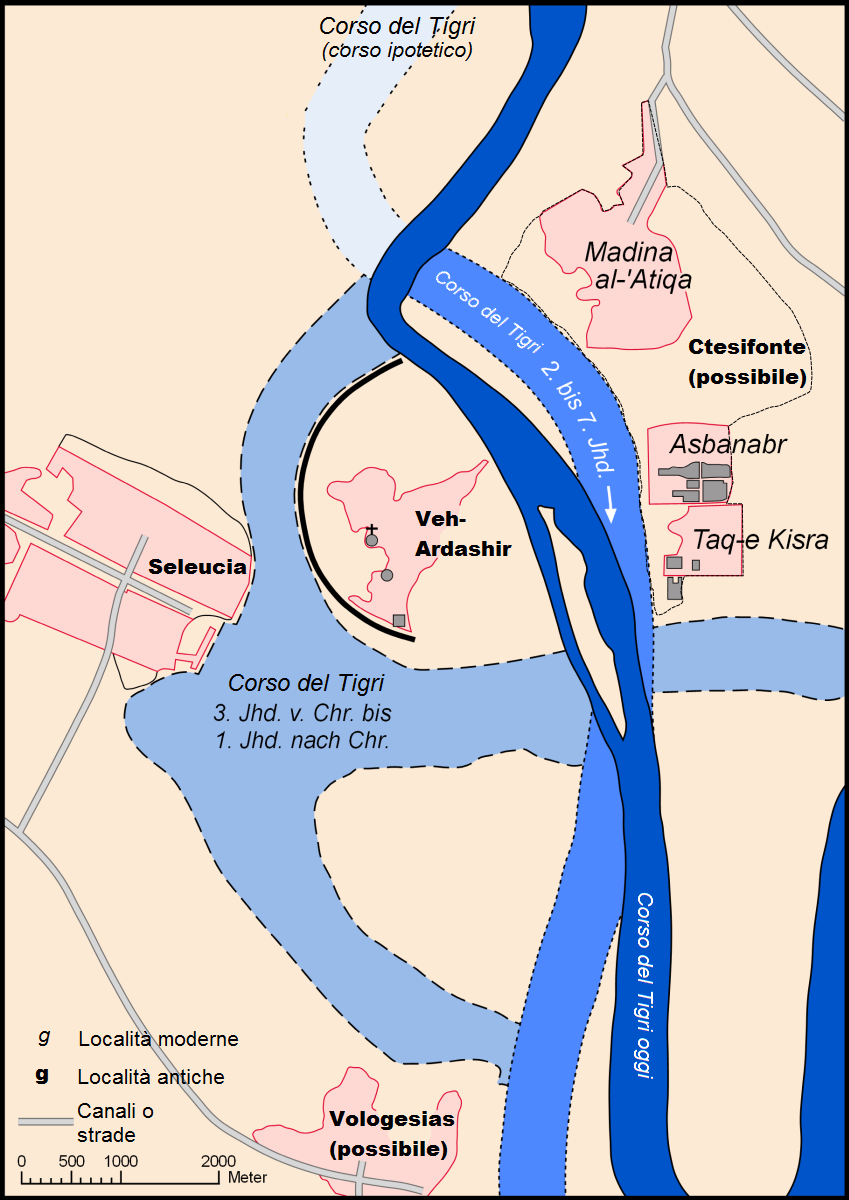

셀레우키아 (Seleucia)는 셀레우코스, 파르티아, 사산 제국 등의 옛 메소포타미아 대도시이다. 오늘날 이라크의 바그다드주 내 크테시폰의 반대쪽인 티그리스강의 서쪽 어귀에 자리 잡고 있다.
사산 제국 시절 아르다시르 1세는 페르시아 제국의 부흥의 일환으로 셀레우키아를 되찾고, 셀레우키아를 '아르다시르의 은혜'라는 뜻을 가진 베하르다시르(페르시아어: ویه‌اردشیر Veh-Ardashir)로 바꾸었다.